# Aigen, Šmohor - Preseško jezero
Aigen je naselje občine Šmohor - Preseško jezero v okraju Šmohor na Koroškem v Avstriji.